# Ilirska Bistrica
Ilirska Bistrica (njemački: Illyrisch Feistritz, talijanski: Villa del Nevoso) je grad i središte istoimene općine na Krasu u južnoj Sloveniji jugozapadno od Ljubljane u blizini granice s Hrvatskom. Grad pripada pokrajini Primorskoj i statističkoj regiji Notranjsko-kraškoj. 

## Stanovištvo
Prema popisu stanovništva iz 2002. godine Ilirska Bistrica je imala 4.869 stanovnika.

## Vanjske poveznice
- Službena stranica općine  Arhivirana inačica izvorne stranice od 17. lipnja 2012. (Wayback Machine)
- Satelitska snimka grada  Arhivirana inačica izvorne stranice od 29. srpnja 2017. (Wayback Machine)